# Fudbalski Klub Bor
Il Fudbalski Klub Bor (serbo: ФК Бор) è una squadra di calcio di Bor, in Serbia, militante nel campionato di quarta divisione serba Pomoravsko-Timočka Zona.

## Storia
Il club è stato fondato nel 1919; il periodo di maggior fulgore della squadra si è verificato tra il 1967 ed il 1975; in questo periodo il club ha preso parte a 6 edizioni del massimo campionato jugoslavo, raggiungendo come miglior piazzamento il 13º posto del 1968-69; ha raggiunto la finale della Coppa di Jugoslavia nella stagione 1967-68 come club di seconda divisione: pur perdendo in finale con un pesante 7-0 contro la Stella Rossa, il contemporaneo titolo nazionale conquistato dalla squadra della capitale jugoslava ha permesso al Bor di avere accesso alla Coppa delle Coppe 1968-1969.

### Bor nelle coppe europee
| Stagione | Competizione      | Turno      | Nazione                   | Avversario        | Andata | Ritorno | Totale |
| -------- | ----------------- | ---------- | ------------------------- | ----------------- | ------ | ------- | ------ |
| 1968-69  | Coppa delle Coppe | Sedicesimi | Cecoslovacchia (bandiera) | Slovan Bratislava | 0-3    | 2-0     | 2-3    |

In grassetto le gare casalinghe

## Palmarès

### Competizioni nazionali
- 2. Savezna liga: 2

1967-1968 (girone est), 1971-1972 (girone est)

### Altri piazzamenti
- 2. Savezna liga:

Secondo posto: 1963-1964 (girone est)
Terzo posto: 1979-1980 (girone est)
- Kup Maršala Tita:

Finalista: 1967-1968